# Галькайо
Галькайо, Ґалькайо (араб. جالكعيو, сом. Gaalkacyo) — місто в центральній частині Сомалі. Центр невизнаної держави Галмудуг. Населення за даними на 2012 рік становить 76149 чоловік. Воно представлене головним чином сомалійськими кланами маджиртин і дарод (на півночі) і кланами хабар-гідир і хавьє (на півдні). Галькайо історично є місцем різних кланових протиріч.
Був частиною султанату Хобьо до початку XX століття, а потім — частиною  Італійського Сомалі. Місто обслуговується аеропортом ім. Абдуллахі Юсуфа. З'єднане шосе з містами на півночі Сомалі — Гарове і Босасо. У місті є кілька старших шкіл, а також філія університету Пунтленду. Галькайо є важливим центром торгівлі регіону.

## Клімат
Місто знаходиться у зоні, котра характеризується кліматом помірних степів та напівпустель. Найтепліший місяць — березень із середньою температурою 28.3 °C (83 °F). Найхолодніший місяць — січень, із середньою температурою 26.1 °С (79 °F).
| Клімат Галькайо         | Клімат Галькайо | Клімат Галькайо | Клімат Галькайо | Клімат Галькайо | Клімат Галькайо | Клімат Галькайо | Клімат Галькайо | Клімат Галькайо | Клімат Галькайо | Клімат Галькайо | Клімат Галькайо | Клімат Галькайо | Клімат Галькайо |
| Показник                | Січ.            | Лют.            | Бер.            | Квіт.           | Трав.           | Черв.           | Лип.            | Серп.           | Вер.            | Жовт.           | Лист.           | Груд.           | Рік             |
| Абсолютний максимум, °C | 35              | 36              | 36              | 37              | 37              | 37              | 36              | 37              | 36              | 36              | 35              | 33              | 37              |
| Середній максимум, °C   | 33              | 33              | 35              | 35              | 34              | 33              | 32              | 33              | 33              | 33              | 32              | 32              | 33              |
| Середня температура, °C | 26              | 25              | 28              | 28              | 28              | 27              | 26              | 27              | 27              | 27              | 26              | 25              | 27              |
| Середній мінімум, °C    | 19              | 18              | 21              | 22              | 22              | 22              | 21              | 21              | 21              | 21              | 20              | 19              | 21              |
| Абсолютний мінімум, °C  | 16              | 17              | 16              | 20              | 18              | 21              | 17              | 17              | 17              | 18              | 16              | 15              | 15              |
| Норма опадів, мм        | 0               | 0               | 0               | 20              | 30              | 0               | 0               | 0               | 0               | 20              | 0               | 0               | 90              |
| Днів з дощем            | 0               | 0               | 0               | 2               | 2               | 0               | 0               | 0               | 0               | 2               | 0               | 0               | 8               |
| Вологість повітря, %    | 72              | 70              | 67              | 65              | 63              | 63              | 65              | 64              | 62              | 68              | 72              | 71              | 67              |
| ----------------------- | --------------- | --------------- | --------------- | --------------- | --------------- | --------------- | --------------- | --------------- | --------------- | --------------- | --------------- | --------------- | --------------- |
| Джерело: Weatherbase    |                 |                 |                 |                 |                 |                 |                 |                 |                 |                 |                 |                 |                 |